# Rubens de Falco
Rubens de Falco   (São Paulo, 19 d'octubre de 1931 - São Paulo, 22 de febrer de 2008) va ser un actor brasiler més conegut pel seu treball en telenovel·les, específicament per la seva interpretació d'un propietari d'esclaus a la telenovel·la del 1976, A Escrava Isaura (L'esclava Isaura) i la telenovel·la del 1986 Sinhá Moça (Petita senyoreta).

## Carrera
Va començar la seva carrera com a actor al teatre local. El 1955 va integrar la companyia de teatre Os Jograis, a São Paulo, i va actuar al costat d'actors com Ruy Afonso, Italo Rossi i Felipe Wagner. Va debutar al cinema en 1952 en la pel·lícula Apassionata, de la Companhia Cinematogràfica Vera Cruz. A la televisió, va tenir papers destacats en telenovel·les com O Rei dos Ciganos (1967), A Rainha Louca (1967), O Passo dos Ventos (1968), Gabriela (1975), O Crit (1975), A Escrava Isaura (1976), Dona Xepa (1977), A Sucessora (1978) i Sinhá Moça (1986).
Potser el seu treball més conegut va arribar el 1976, quan va interpretar el cruel malvat Leôncio Almeida, un home ric i poderós, i despietat amo d'esclaus, a la telenovel·la A Escrava Isaura. El personatge de De Falco, Leôncio Almeida, s'enamora d'una de les seves esclaves, interpretada per l'actriu brasilera Lucélia Santos. A Escrava Isaura va ser molt ben rebuda a nivell mundial i es va convertir en un èxit a Àfrica, Europa de l'Est i Amèrica Llatina. Va ser la primera telenovel·la emesa a Polònia i la Unió Soviètica i es va convertir en la primera sèrie de televisió a emetre's a Xina amb actors estrangers en el paper principal. Rubens de Falco, qui va interpretar a Leôncio Almeida com un dels seus dolents característics, va ser anomenat "el gran dolent del drama televisiu brasiler" per Lucélia Santos.
En 1978 protagonitzà la telenovel·la A Sucessora amb Susana Vieira, a l'any següent migra a la TV Tupi i protagonitza la telenovel·la Gaivotas. A continuació participa en la fallida producció Drácula no obstant això aquesta telenovel·la va ser cancel·lada, però a l'any següent va ser represa en TV Bandeirantes amb el nom d'Um homem muito especial. L'any de 1981 obté el personatge d'un immigrant italià a la telenovel·la Os Imigrantes, el 1982 participa a la telenovel·la veneçolana La Bruja amb Flor Núñez i Daniel Lugo. En 1984 torna a TV Globo i participa a la minisèrie Padre Cícero.
Va tornar a interpretar un poderós hisendat i despietat amo d'esclaus, el cruel malvat Baron d'Araruna a la telenovel·la de 1986, Sinhá Moça al costat de Lucélia Santos, qui va interpretar aquesta vegada a la seva filla rebel.
L'últim paper televisiu de De Falco va ser com Almeida el 2004 en la nova versió de RecordTV d'A Escrava Isaura, i el seu últim paper cinematogràfic va ser com el diputat Ernesto Alves el 2008 a Fim da Linha, estrenada dues setmanes després de la mort de l'actor.

## Mort
Rubens de Falco va morir el 22 de febrer de 2008 d'insuficiència cardíaca en el Centre CIAI per a Ancians a São Paulo, Brasil. No estava casat i no va deixar descendència.

## Filmografia
| Any  | Títol                          | Paper                  | Notes                         |
| ---- | ------------------------------ | ---------------------- | ----------------------------- |
| 1952 | Appassionata                   |                        |                               |
| 1953 | Esquina da Ilusão              |                        |                               |
| 1954 | Floradas na Serra              |                        |                               |
| 1957 | O Capanga                      |                        |                               |
| 1957 | O Pão Que o Diabo Amassou      |                        |                               |
| 1959 | Moral em Concordata            | Narrador               | Veu                           |
| 1966 | Engraçadinha Depois dos Trinta |                        |                               |
| 1966 | Essa Gatinha é Minha           |                        |                               |
| 1968 | O Homem Que Comprou o Mundo    |                        |                               |
| 1969 | Tempo de Violência             |                        |                               |
| 1969 | O Impossível Acontece          |                        | (segment "Eu, Ela e o Outro") |
| 1970 | Anjos e Demônios               | Prosecutor             |                               |
| 1971 | Uma Pantera em Minha Cama      |                        |                               |
| 1972 | Missão: Matar                  | John Dorcas            |                               |
| 1972 | A Difícil Vida Fácil           | Ricardo                |                               |
| 1973 | Café na Cama                   | Flávio                 |                               |
| 1974 | O Mau-Caráter                  |                        |                               |
| 1975 | O Sósia da Morte               | Narciso                |                               |
| 1975 | O Homem da Cabeça de Ouro      |                        |                               |
| 1975 | Nós, Os Canalhas               |                        |                               |
| 1975 | Deixa, Amorzinho... Deixa      |                        |                               |
| 1977 | Este Rio Muito Louco           |                        | (segment "Fátima Todo Amor")  |
| 1978 | Colonel Delmiro Gouveia        | Delmiro Gouveia        |                               |
| 1978 | A Dama de Branco               |                        |                               |
| 1979 | Os Foragidos da Violência      |                        |                               |
| 1981 | Pixote                         | Juiz                   |                               |
| 1984 | Macho y hembra                 | Vicente                |                               |
| 1985 | La hora Texaco                 |                        |                               |
| 1986 | Un hombre de éxito             | Iriarte                |                               |
| 1986 | O Monge e a Filha do Carrasco  | Saltmaster             |                               |
| 2001 | Sonhos Tropicais               | General Travassos      |                               |
| 2008 | Fim da Linha                   | Deputado Ernesto Alves | (paper final de pel·lícula)   |